# Hakkûhbar
Hakkûhbar war ein niederländisches Happy-Hardcore-Projekt das Mitte der 1990er Jahre existierte. Es bestand aus Bob Fosko, Ruben van der Meer, Bart Vleming (1959–2016), Ad de Feyter und Ewart van der Horst.

## Hintergrund
Ihren ersten Hit landeten sie 1996 mit Gabbertje, der im Dezember auf Platz 1 der niederländischen Hitparade stand und mit Platin ausgezeichnet wurde. Das Lied war die Happy-Hardcore-Version von Daar komt Swiebertje, der Titelmelodie der niederländischen Kinderserie Swiebertje. Danach folgten 1997 Supergabber (basiert auf dem Cancan von Jacques Offenbach) und Gabbersaurus. Darauf veröffentlichten sie ein Album namens Vet heftig, das aber nicht an den Erfolg der Singles anknüpfen konnte.

## Diskografie

### Alben
| Jahr | Titel      | Höchstplatzierung, Gesamtwochen, AuszeichnungChartsChartplatzierungen (Jahr, Titel, Platzierungen, Wochen, Auszeichnungen, Anmerkungen) | Anmerkungen |
| Jahr | Titel      | NL | Anmerkungen |
| ---- | ---------- | --- | ----------- |
| 1997 | Vet heftig | NL62 (5 Wo.)NL |             |

### Singles
| Jahr | Titel Album             | Höchstplatzierung, Gesamtwochen, AuszeichnungChartsChartplatzierungen (Jahr, Titel, Album, Platzierungen, Wochen, Auszeichnungen, Anmerkungen) | Anmerkungen |
| Jahr | Titel Album             | NL | Anmerkungen |
| ---- | ----------------------- | --- | ----------- |
| 1996 | Gabbertje Vet heftig    | NL1 Platin · (11 Wo.)NL |             |
| 1997 | Supergabber Vet heftig  | NL3 (9 Wo.)NL |             |
| 1997 | Gabbersaurus Vet heftig | NL14 (4 Wo.)NL |             |